# Biswanath Chariali
Biswanath Chariali is een dorp in het district Biswanath van de Indiase staat Assam. 

## Demografie
Volgens de Indiase volkstelling van 2001 wonen er 16.830 mensen in Biswanath Chariali, waarvan 53% mannelijk en 47% vrouwelijk is. De plaats heeft een alfabetiseringsgraad van 80%.

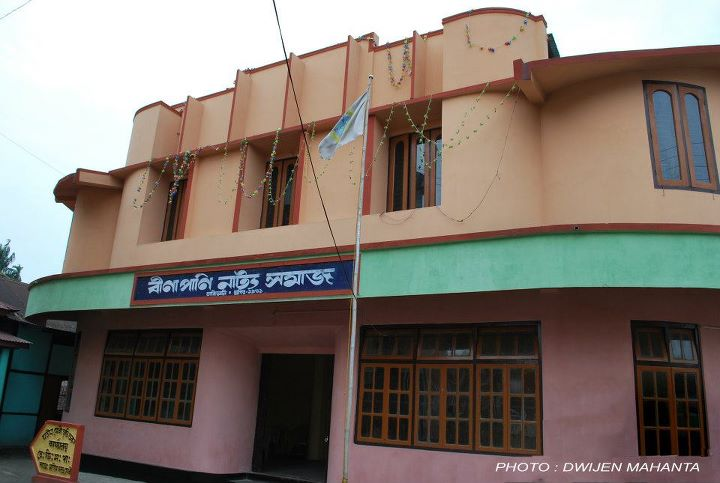
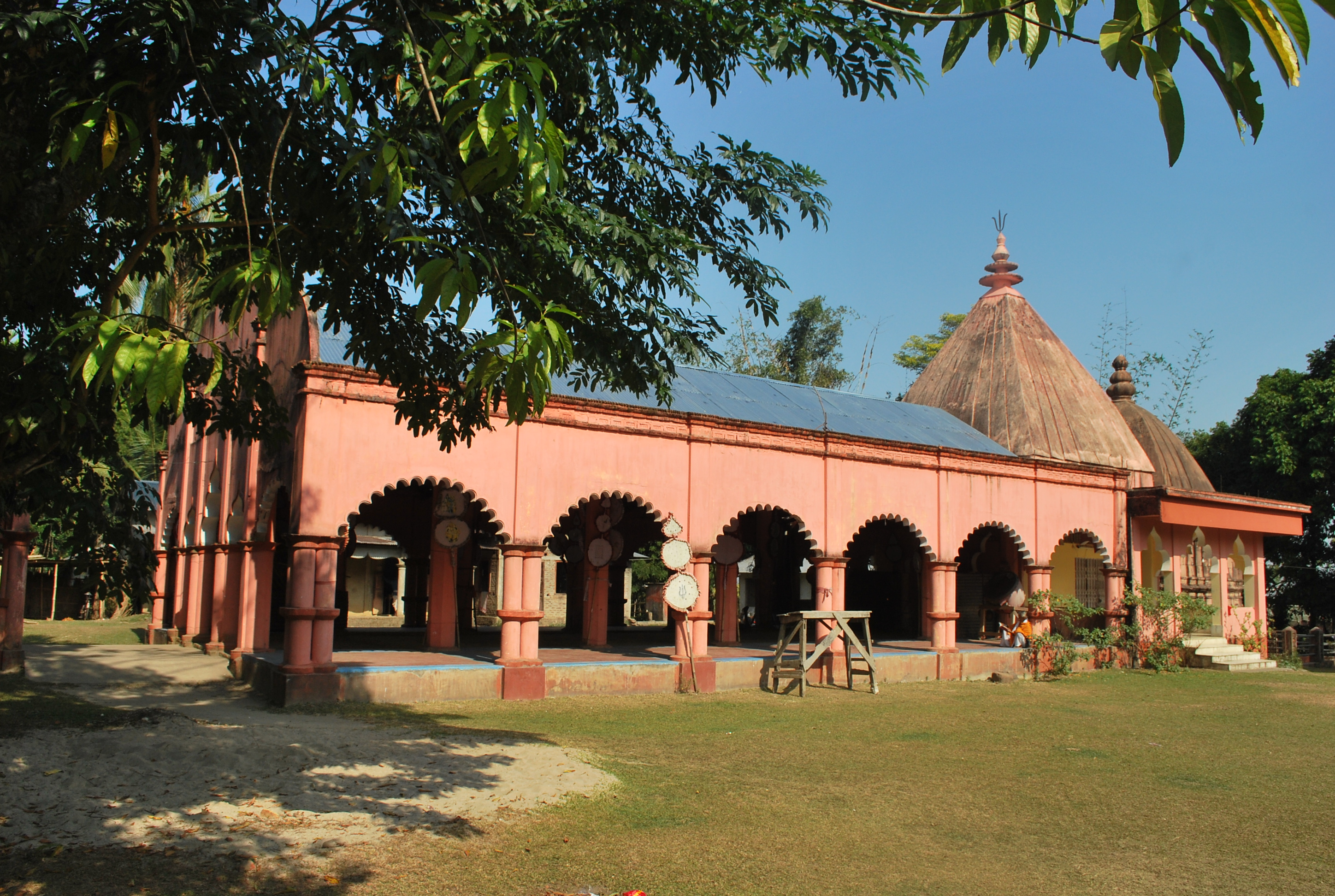
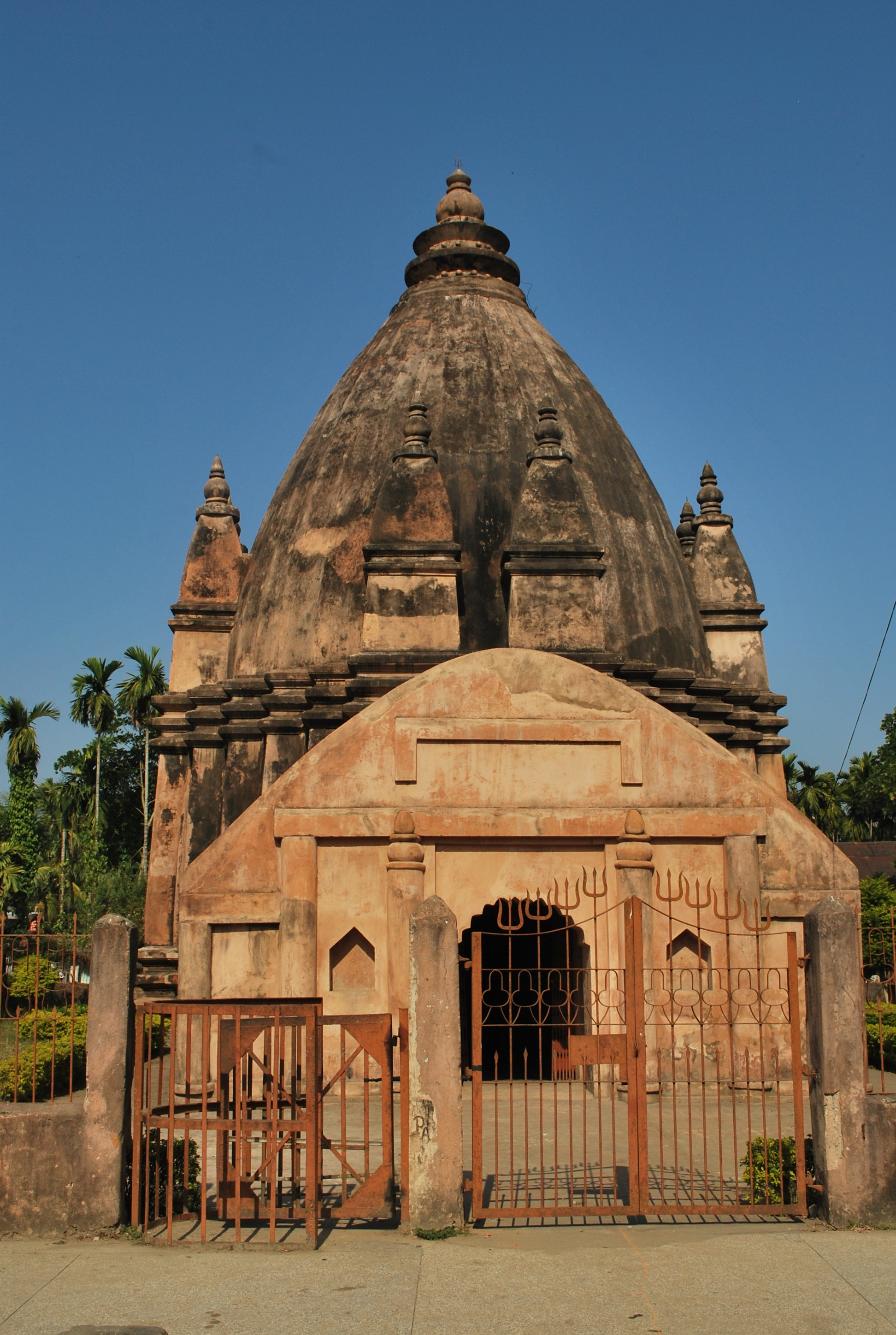